# Forte Zoutman
Forte Zoutman é uma fortificação militar em Oranjestad, Aruba fundado em 1798.                                                                                                        

## História
O forte foi construído originalmente em 1798 por escravos africanos, com materiais fornecidos pelos ameríndios, que executavam a mando da Companhia Holandesa das Índias Ocidentais, sendo a estrutura mais antiga da ilha de Aruba e considerada pela UNESCO como um Local de memória da rota de comércio de escravos no Caribe.
A Torre Willem III foi adicionada ao lado oeste do forte em 1868. O forte e a torre foram restaurados e reabertos em 1983 como o Museu Histórico de Aruba.